# Port de Mortagne
Le port de Mortagne est situé au lieu-dit La Rive dans la partie sud-ouest de la commune de Mortagne-sur-Gironde, dans le département de la Charente-Maritime et la région Nouvelle-Aquitaine.

## Description
Le port est relié à l'estuaire de la Gironde par un chenal d'environ 1 km de long.
Ses bassins sont alimentés par la rivière de Fondevine, d'une longueur de 4,7 km de long et qui prend naissance à la fontaine de Fondevine sur la commune de Mortagne, en limite de celle de Floirac,.
Il était autrefois un port de commerce prospère et un important centre de pêche à l'esturgeon, poisson d'abord pêché pour sa chair, puis pour ses œufs : le caviar (jusqu'en 1982, année de l'interdiction de la pêche à l'esturgeon, devenu espèce menacée dans la région). Il reste aujourd'hui l'un des principaux ports pour la pêche au maigre et aux pibales.
Son port de plaisance dispose d'environ 150 emplacements et est doté d'un bassin à flot et d'un petit chantier naval.

## Histoire
Le port est mentionné dès les XIe et XIIe siècles, au pied du château.
À la suite de la période de déclin engendrée par les guerres de religion, il connaît une nouvelle période prospère à partir du XVIIe siècle. Il devient l'un des principaux débouchés pour l’eau-de-vie de Saintonge, expédiée par gabarre ou par caboteur vers les ports de Bordeaux ou La Rochelle.
C'est vers 1830-1840 que sont créés un bassin de retenue et de chasse (générant des courants artificiels pour dégager le chenal des sables apportés par les marées), une porte éclusière (pour garder le bassin à flot), un avant-port et un débarcadère pour bateaux à vapeur.

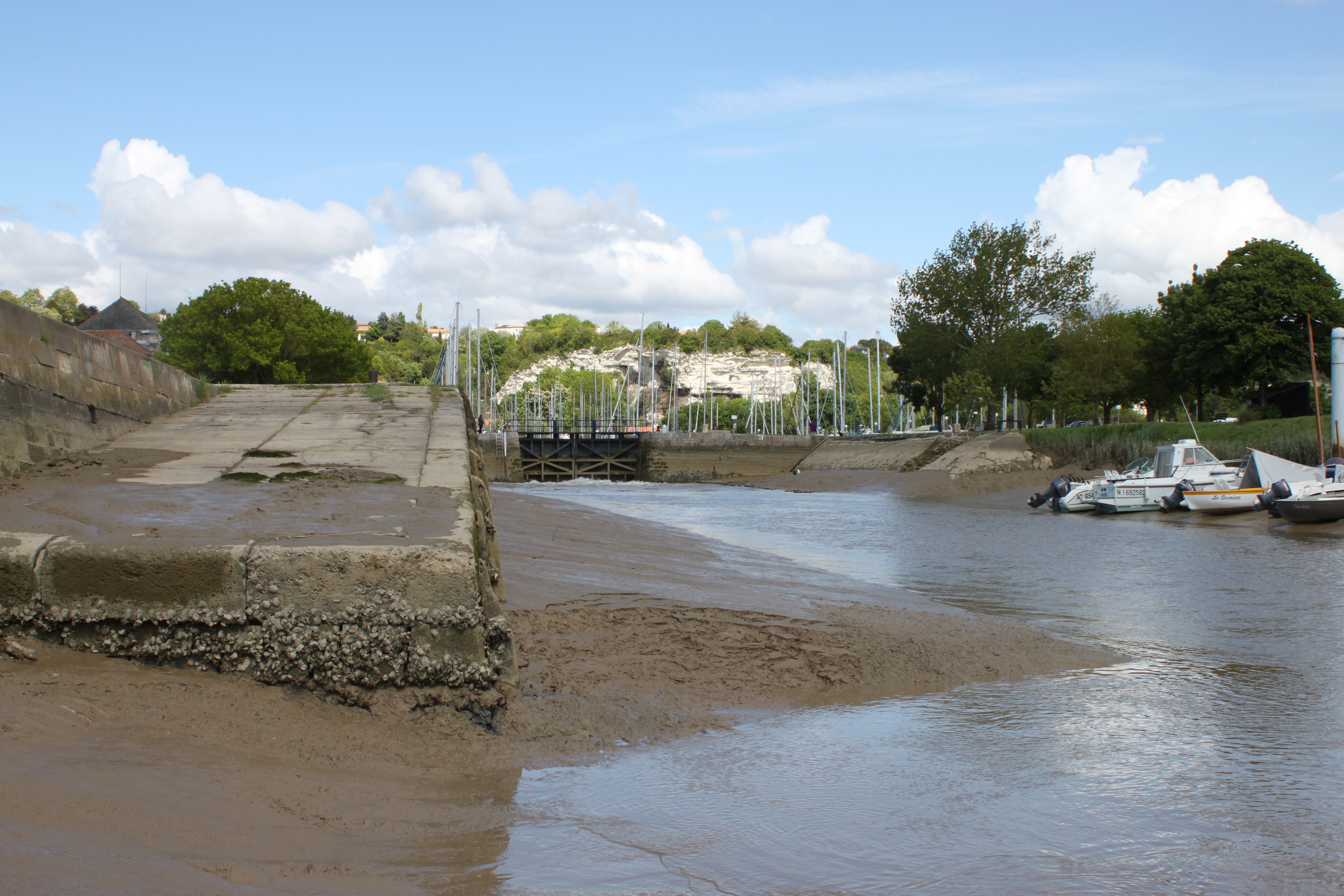
Écluse du bassin à flot

La Marine nationale, à partir de 1887, crée un centre de stationnement de torpilleurs, dans d'anciens entrepôts. À la suite de plusieurs échouages, le chenal et le port seront élargis et continueront à recevoir jusqu'en 1914 des navires militaires, torpilleurs, contre-torpilleurs et sous-marins, affectés à la défense de l'estuaire. Le bassin élargi est inauguré en 1911.

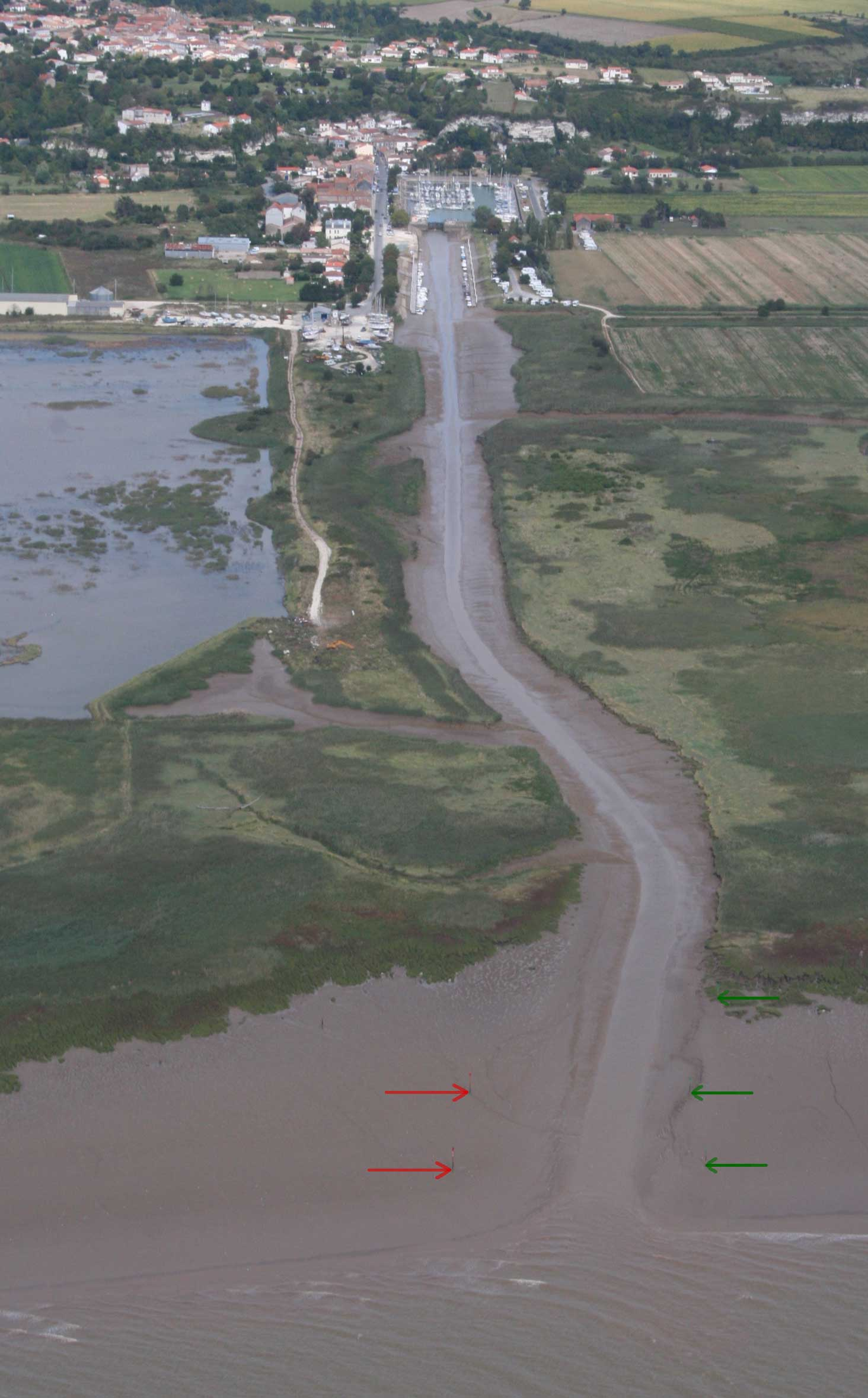
Le chenal vu depuis l'estuaire

Plusieurs cargos assureront également des liaisons commerciales régulières, en particulier avec le Royaume-Uni, lesquelles ne cesseront qu'avec le début de la Seconde Guerre mondiale. En 1939, un nouveau chenal est creusé et le port de Mortagne est classé troisième port de l'estuaire de la Gironde, après Bordeaux et Blaye.

## Galerie

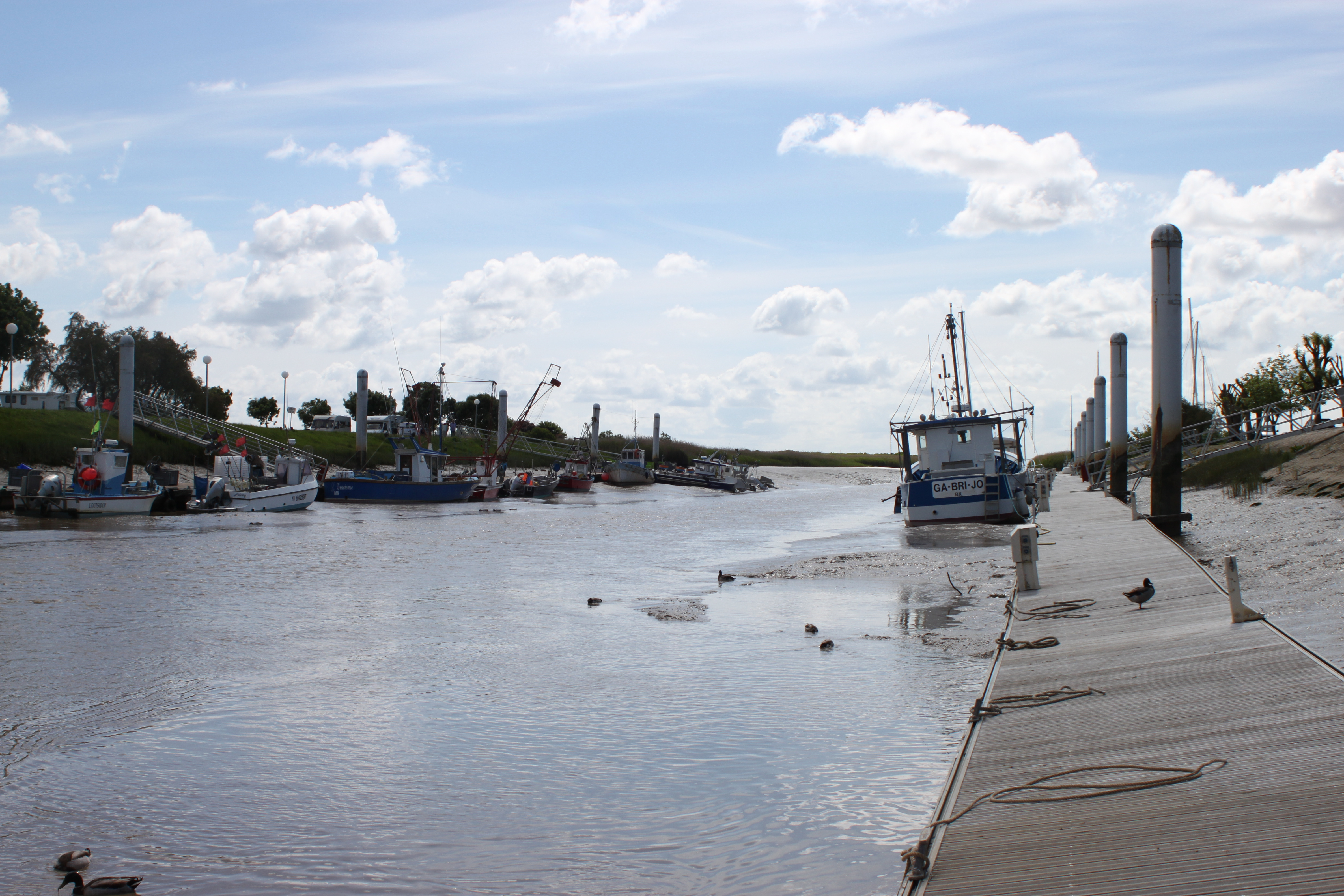
Port de pêche à marée basse
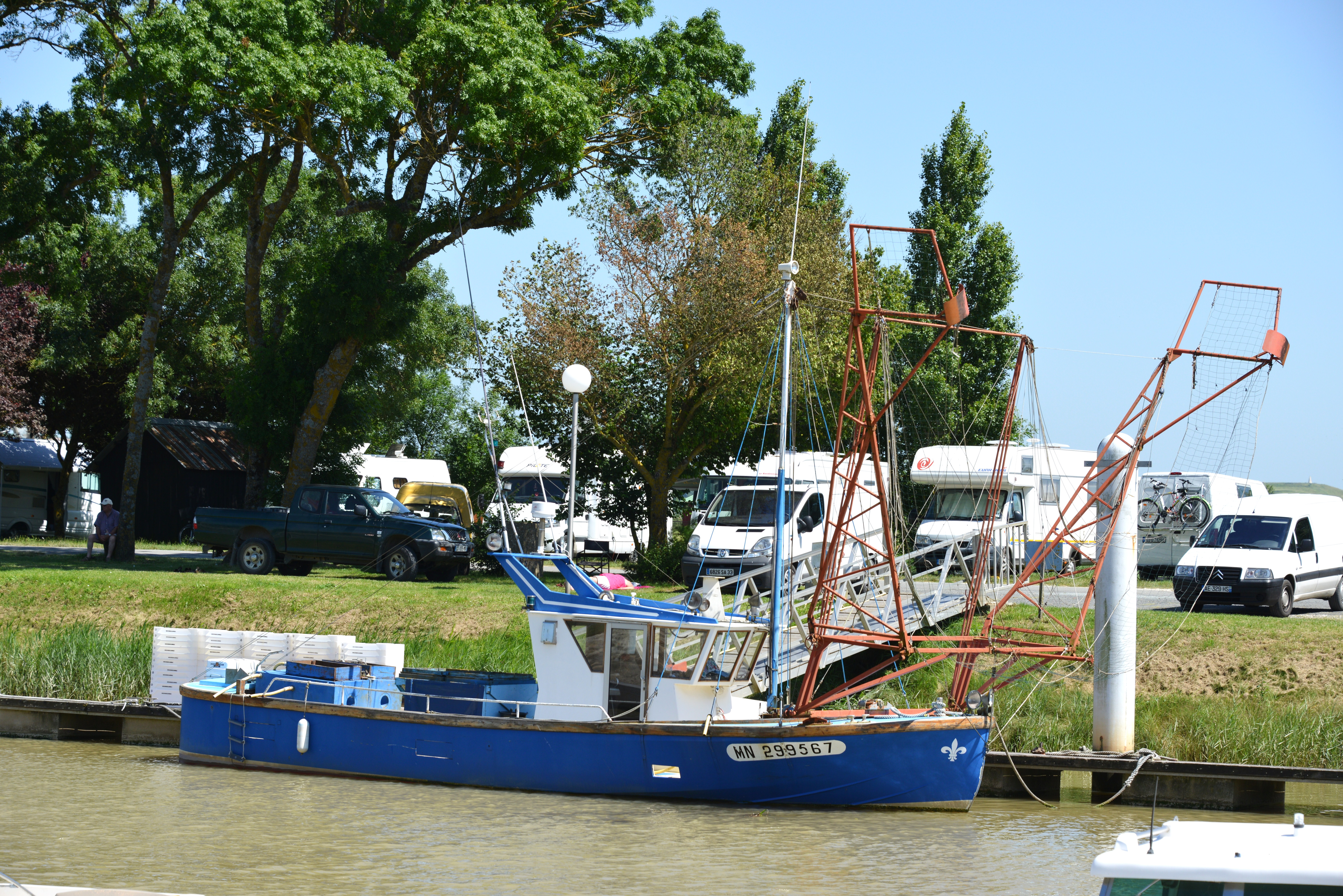
Civellier La Gracieuse
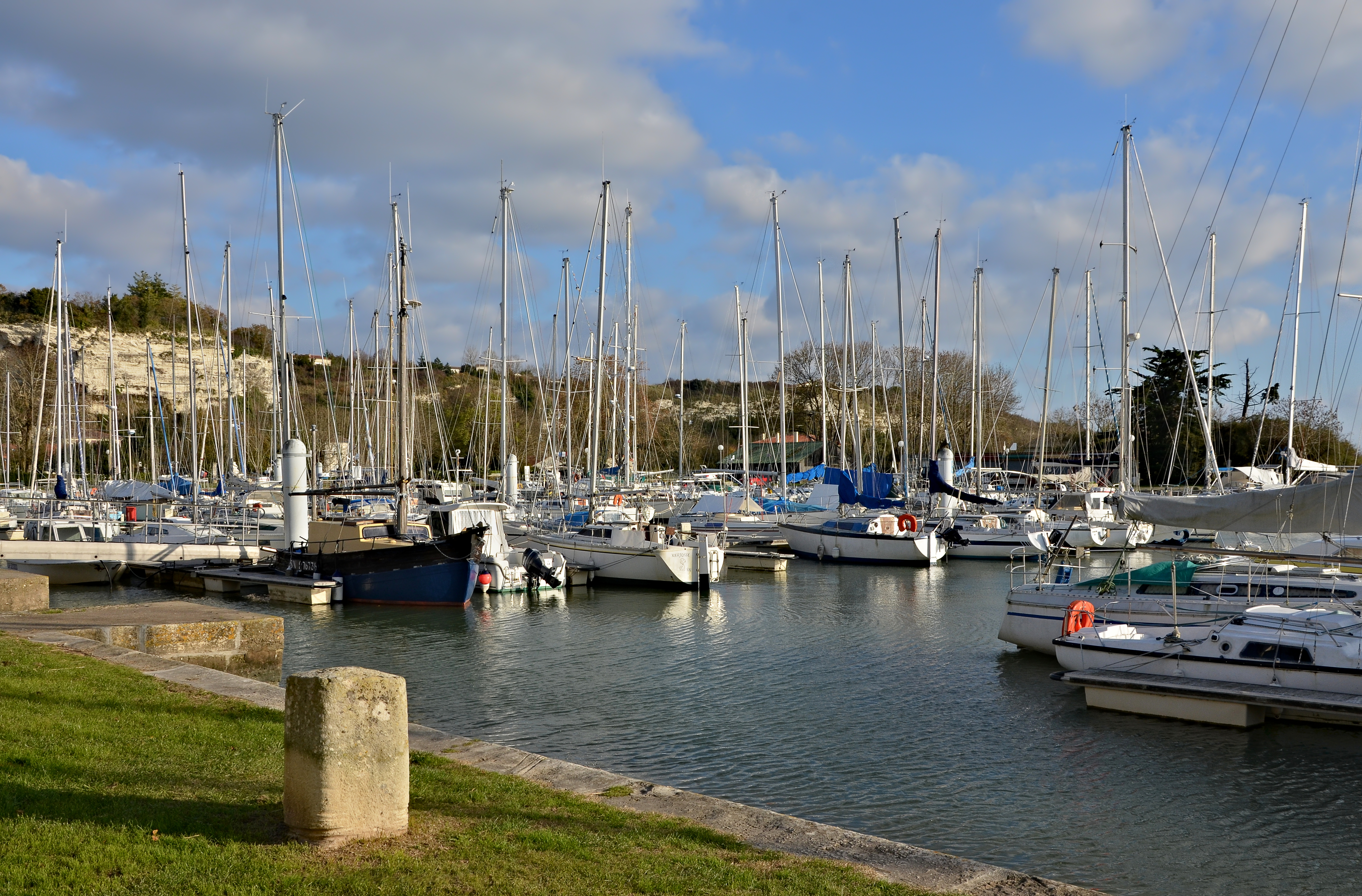
Port de plaisance et bollard
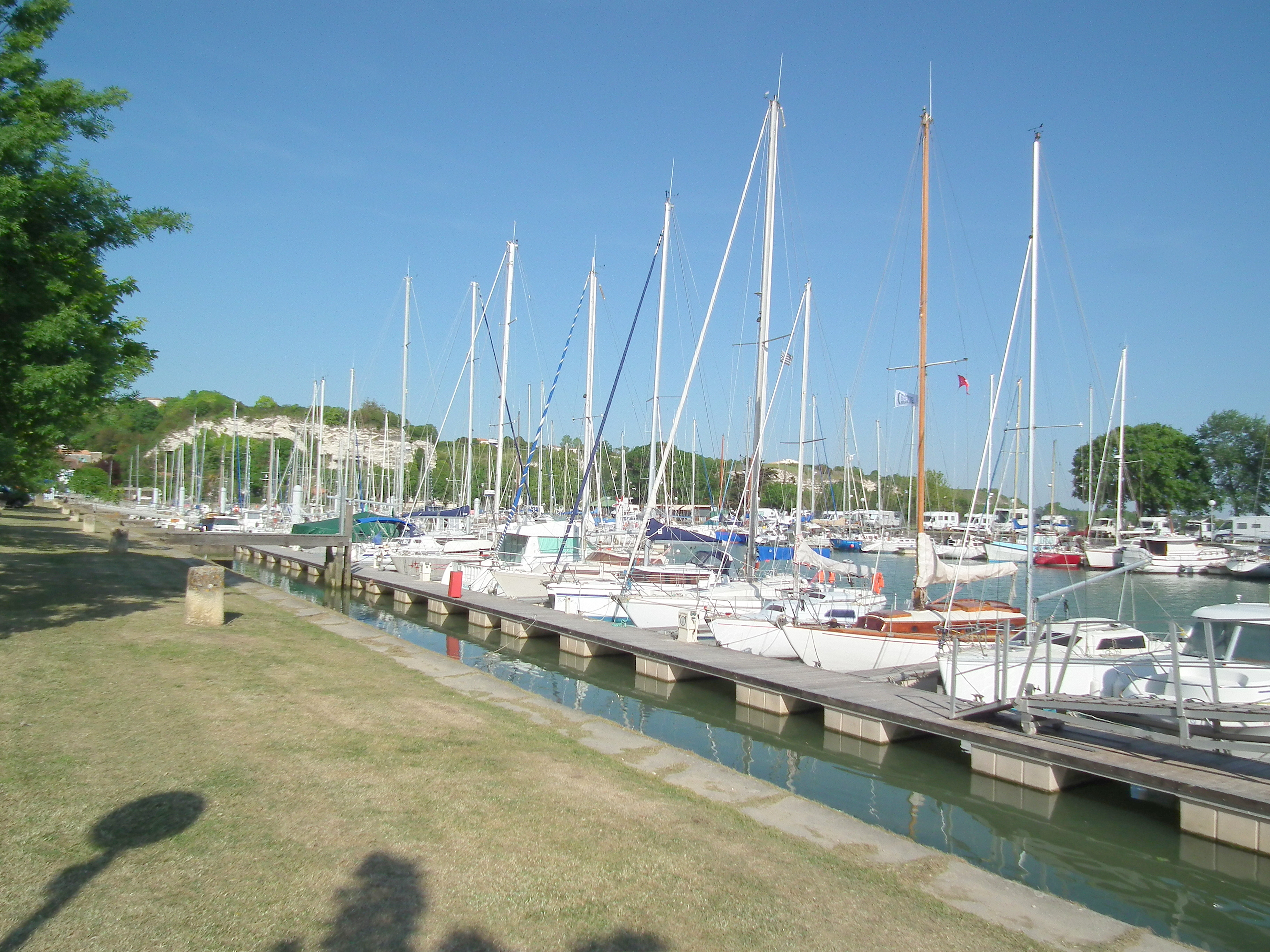
Port de plaisance
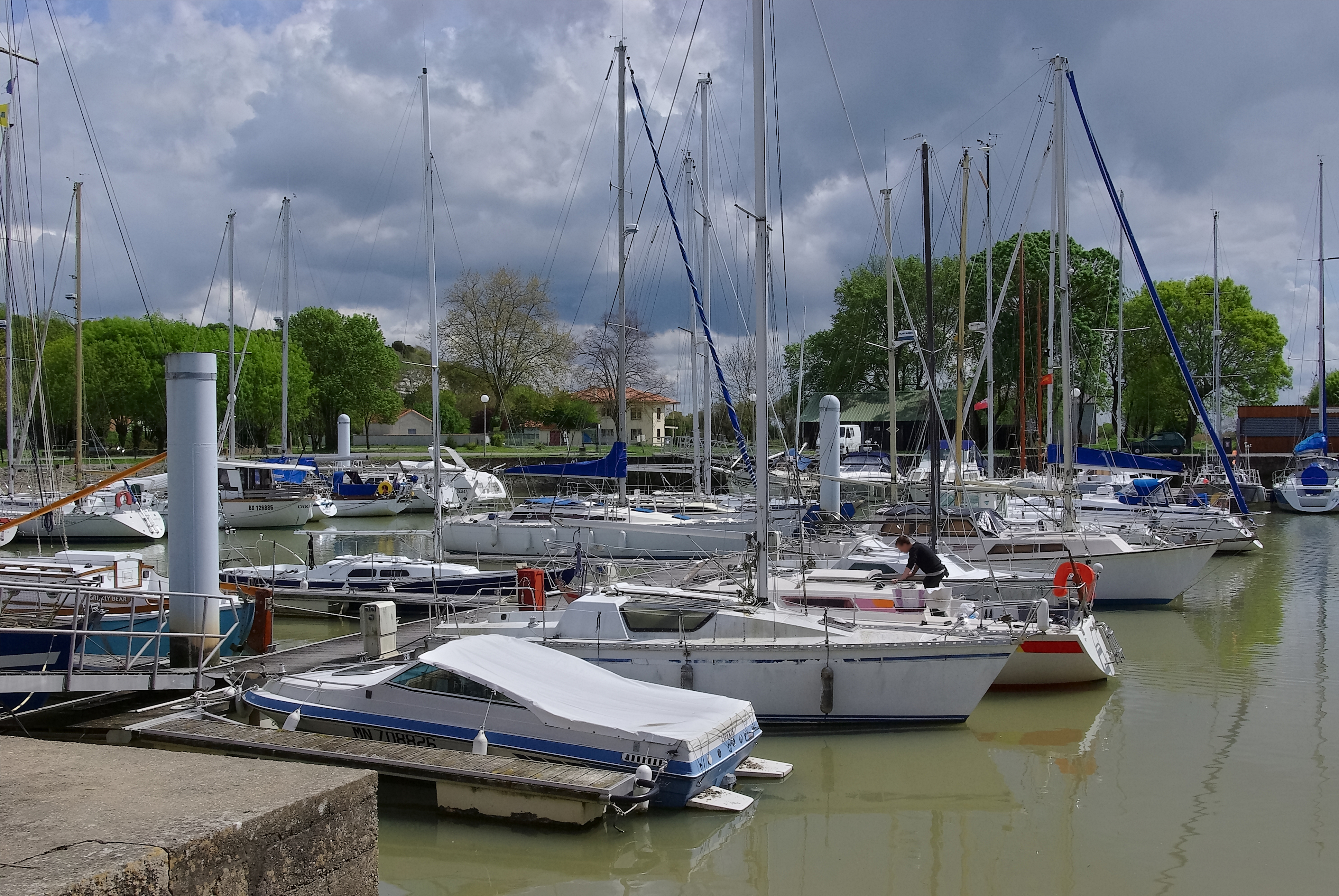
Port de plaisance
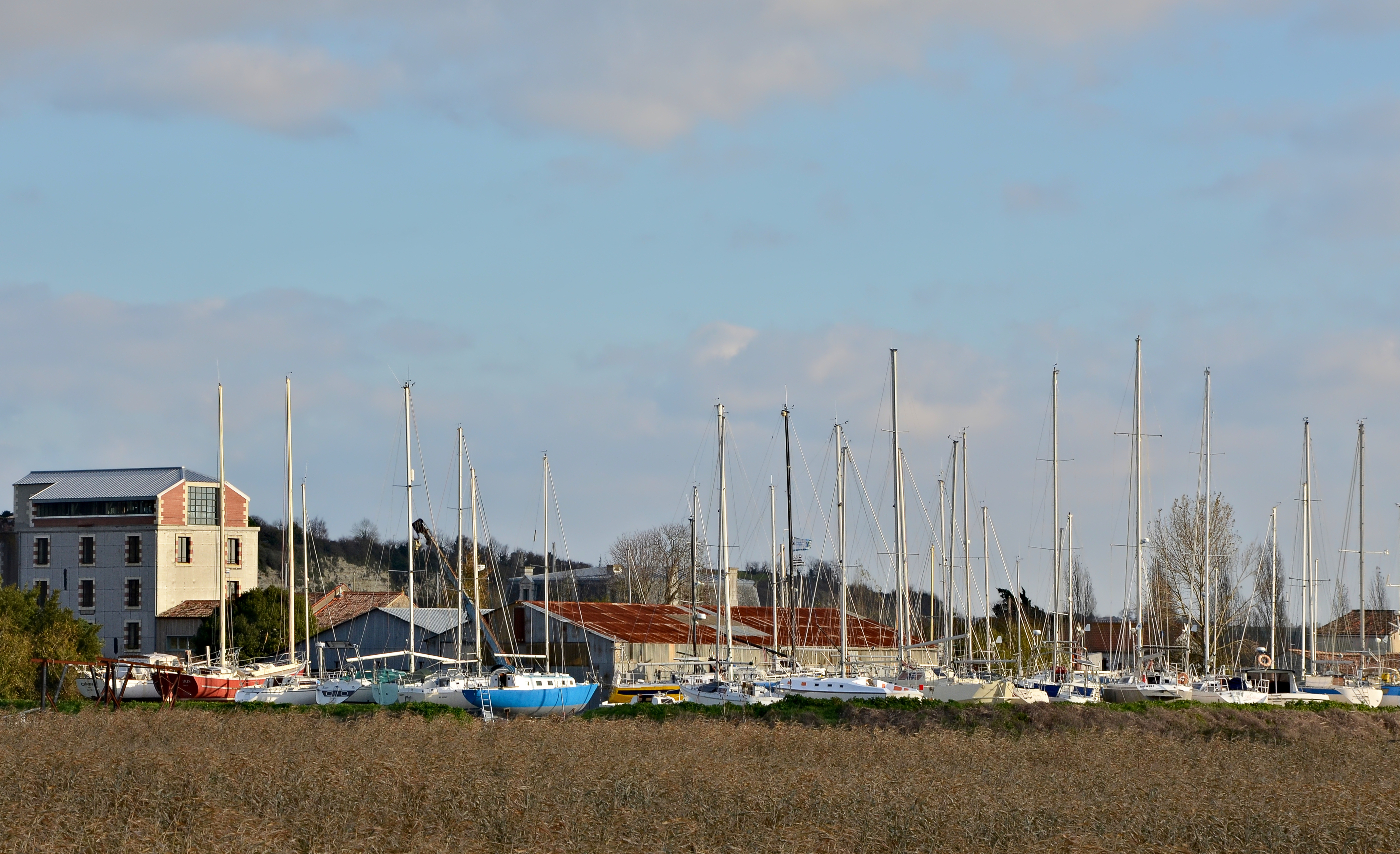
Cale sèche et hangars